# مقاطعة ليكسينغتون (كارولاينا الجنوبية)
مقاطعة ليكسينغتون (بالإنجليزية: Lexington County, South Carolina)‏ هي إحدى مقاطعات ولاية كارولاينا الجنوبية في الولايات المتحدة. تأسست سنة 1804، بلغ عدد سكانها 270406 نسمة في عام 2010 حسب إحصاء مكتب تعداد الولايات المتحدة وتصل الكثافة السكانية فيها 145 نسمة/كم2.

## وصلات خارجية
- United States Counties